# Jamaica-koalition
Jamaica-koalition eller Jamaica-ampel er et begreb i tysk politik, der står for en koalitionsregering bestående af CDU, FDP og De Grønne. Den første jamaica-koaltion på delstatsplan blev dannet efter landdagsvalget 2009 i Saarland og igen i 2017 i Slesvig-Holsten, hvor de tre partier dannede en fælles regering under ministerpræsident Daniel Günther. På forbundplan kom koaltionen for alvor i spil efter valget til Forbundsdagen i 2017. Forhandlingerne efter valget endte dog med en stor koalition i stedet, idet CDU og SPD dannede regering under ledelse af Angela Merkel.
Navnet forklares ved, at de tre partiers partifarver er sort, gul og grøn som i Jamaicas flag. Selvom De Grønne har mange politiske programpunkter, som traditionelt står i modsætning til de konservative og liberale (fx miljøpolitikken), kan de gå sammen om økonomien, hvor De Grønne også er liberale. Jamaica-koalitionen kaldes tillige die Schwampel (fra schwarze Ampel "sort trafiklys"), fordi en ampelkoalition i Tyskland betyder en koalition mellem SPD (rød), FDP (gul) og De Grønne.